# William Child (músic)
William Child (Bristol, 1606 – Londres, 23 de març de 1697), fou un organista i compositor anglès.
Tingué per mestre a Elies Devin, el 1631 es graduà de batxiller en música en la universitat d'Oxford, sent nomenat el 1636 organista de la capella reial de Sant Jordi, de Windsor i de la de Whitehall, cantor de la capella reial i individu de la música de Carles II
Les composicions de Child són d'estil senzill i clar, però resten mancades d'originalitat. A més de diverses antífones, entre elles la titulada O praise the lord, que segurament és la seva millor obra, se li deuen: Psalms for three voices, with a Continued bass either for the òrgan or theorbo (Londres, 1639) i Catches, rounds and canons, en la col·lecció titulada Catch that catch (Londres, 1652). També foren publicades diverses de les seves composicions en les col·leccions Cathedral-Musik, de Boyces, i Court Ayres (Londres, 1665):